# Sandra Tobler
Pour l’article homonyme, voir Tobler.
Sandra Tobler, née en 1978 ou 1979 dans la périphérie de Zurich, est une entrepreneuse suisse. Elle est cofondatrice et PDG de la start-up Futurae Technologies AG, spécialisée dans la cybersécurité et basée à Zurich.    

## Biographie
Sandra Tobler est née dans la périphérie de Zurich, en Suisse. Elle est issue d'une famille d'entrepreneurs. Elle est titulaire d'une maîtrise en affaires internationales de l'Institut de hautes études internationales et du développement de Genève. Malvoyante, elle a entre 40 et 50 % d'angles morts.      

### Parcours professionnel
Elle travaille de 2007 à 2012 chez IBM dans divers rôles internationaux,, puis chez Switzerland Global Enterprise (de) (ancien Office suisse d'expansion commerciale jusqu'en 2013) en tant que consultante et experte en TIC. Elle est ensuite engagée en 2015 par le Département fédéral des affaires étrangères en tant que déléguée commerciale et point de contact pour les questions d'internationalisation à San Francisco dans la Silicon Valey.   

### Futurae Technologies AG
Elle fonde en décembre 2016,  la société de cybersécurité Futurae Technologies AG, dont elle est PDG, avec Claudio Marforio et Nikos Karapanos du System Security Group de l'École polytechnique fédérale de Zurich. Elle les rencontre lors d'une conférence sur la cybersécurité aux États-Unis,. L'entreprise compte 10 employés en 2019.
L'entreprise travaille dans le domaine de l'authentification multifactorielle et sans contact des clients et de la signature des transactions. Elle propose des solutions de connexion sécurisée des portail Web, des banques en ligne et des appareils mobiles, reposant sur la reconnaissance par le bruit ambiant et des informations contextuelles en plus du mot de passe.
La société est récompensée par le prix top 100 des meilleures start-ups helvétiques de 2018 à 2021,. Elle est considérée en 2018 comme une référence par l'entreprise américaine de conseil et de recherche Gartner.

### Autres mandats
Sandra Tobler est membre du conseil d'administration du portail d'informations en ligne Startupticker.

## Prix
En 2018, son équipe reçoit le prix Cool Vendor du cabinet de conseil en management Gartner dans la catégorie Gestion des identités et des accès. 
En 2020, Sandra Tobler reçoit le prix de l'« Innovator of the Year » par le Female Innovation Forum pour son approche axée sur l'utilisateur dans le développement de solutions numériques sécurisées,.